# Benbow Bullock
James Benbow Bullock (* 6. Februar 1929 in St. Louis; † 12. März 2010) war ein US-amerikanischer Bildhauer.

## Leben
Bullock erwarb ein Diplom der Wirtschaftswissenschaften an der „Wesleyan University“ in Middletown, Connecticut. Zwischen 1997 und 2005 war er Kurator des „Di Rosa Preserve“ in Napa Valley, Kalifornien, USA.
Er nahm regelmäßig an Gruppenausstellungen teil. Einzelausstellungen führte er in den Jahren 1987, 1992, 1994, 1999 und 2008 durch. Eine seiner Stahlskulpturen befindet sich im Parco Sculture del Chianti bei Siena.
Bullock arbeitete hauptsächlich als Metallbildhauer.

## Auszeichnungen
Mit seinen Werken gewann Bullock einige Preise. So erreichte sein Kunstwerk „Rainmaker“ im Jahr 1994 den 2. Preis beim 5. Annual Festival des Arts, Beaulieu-sur-Mer, Frankreich.

## Einzelausstellungen
- 1987 Sculpture in the Park, James A. Michener Museum, Doylestown, PA
- 1987 Benbow Bullock Sculpt, Gensler & Associates, San Francisco, CA, USA.
- 1992 Westweek ‘92 Sculpture in the Amphitheater, Pacific Design Center (Blue Whale), Los Angeles
- 1994 Black & Whiet SFMMA, Ft Mason Center, San Francisco, CA, USA.
- 1999 Sculpture on the Hill Rutherford Hill Winery, Napa Valley, CA, USA.
- 2008 Verre et Soleil, Interactive Nanometer glass Kinetic Sculptures, St Supery Winery, Napa Valley, CA, USA.

## Sammlungen
- Oakland Museum of California, USA.
- Hakone Open-air Museum, Japan.
- Parco Sculture del Chianti, Siena
- Beeldenpark, Zwijndrecht (Niederlande)
- Valley Sculpture Park, Farnham (Surrey)
- Schiller University, Strasbourg